# Heinz Rutishauser
Heinz Rutishauser   (Weinfelden, 30 de gener de 1918 - Zúric, 10 de novembre de 1970) va ser un enginyer i informàtic suís.
Els seus pares van morir quan era adolescent i ell i el seus germans van ser acollits per un oncle. Va estudiar matemàtiques al ETH Zürich on va ser assistent del professor Walter Saxer. Després d'uns anys de professor de matemàtiques de secundària a les viles de Trogen i Glarisegg, va retornar el 1948 a l'ETH Zürich. L'any següent, va ser comissionat als Estats Units per estudiar les màquines de computació automàtica que es començaven a construir en aquella época. El 1950, l'ETH va rebre la Z4 que havia estat construïda per Konrad Zuse a Alemania durant la Segona Guerra Mundial. Juntament amb Eduard Stiefel i Ambros Speiser van constituir un grup de recerca sobre computació automàtica, obtenint resultats rellevants, tan en concepció del procés com en algorismes eficients, com el qd o el LR.
Rutishauser va destacar sempre la necessitat de "dialogar" amb la màquina, motiu pel qual es necessitaven programes (compiladors) que permetessin aquest "diàleg". Per això, va ser el desarrollador de programes com l'ALGOL o el Superplan, que son antecedents del FORTRAN i que el van convertir en un pioner de les ciències de la computació.